# Culinária de Senegal

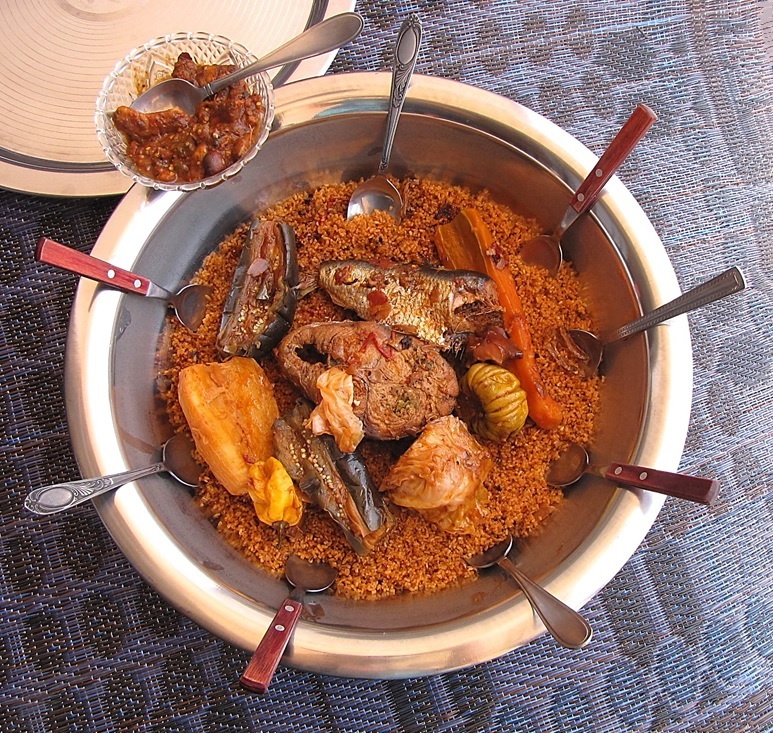
Thiéboudiène Boukhonk com tamarindo

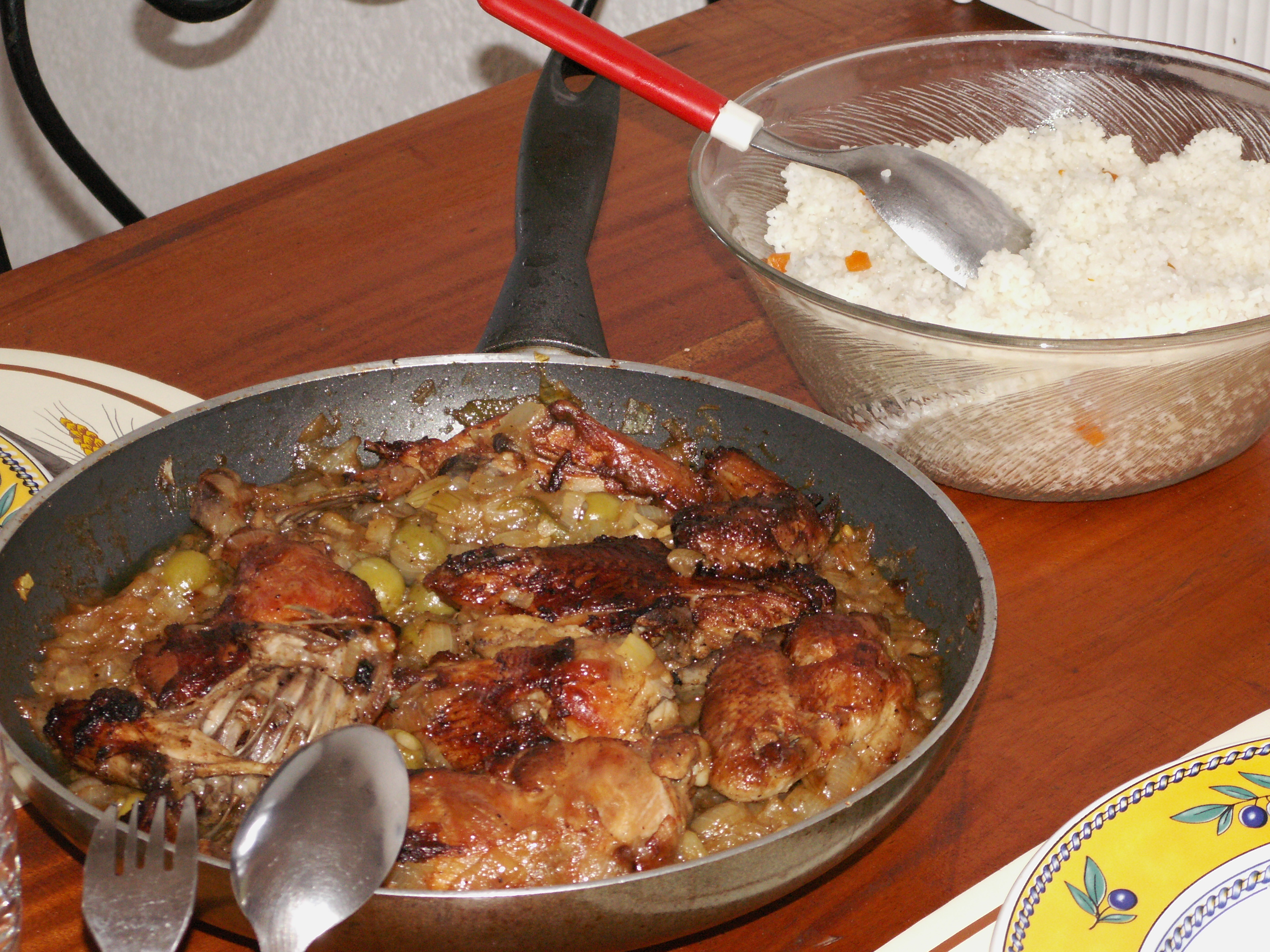
Poulet yassa

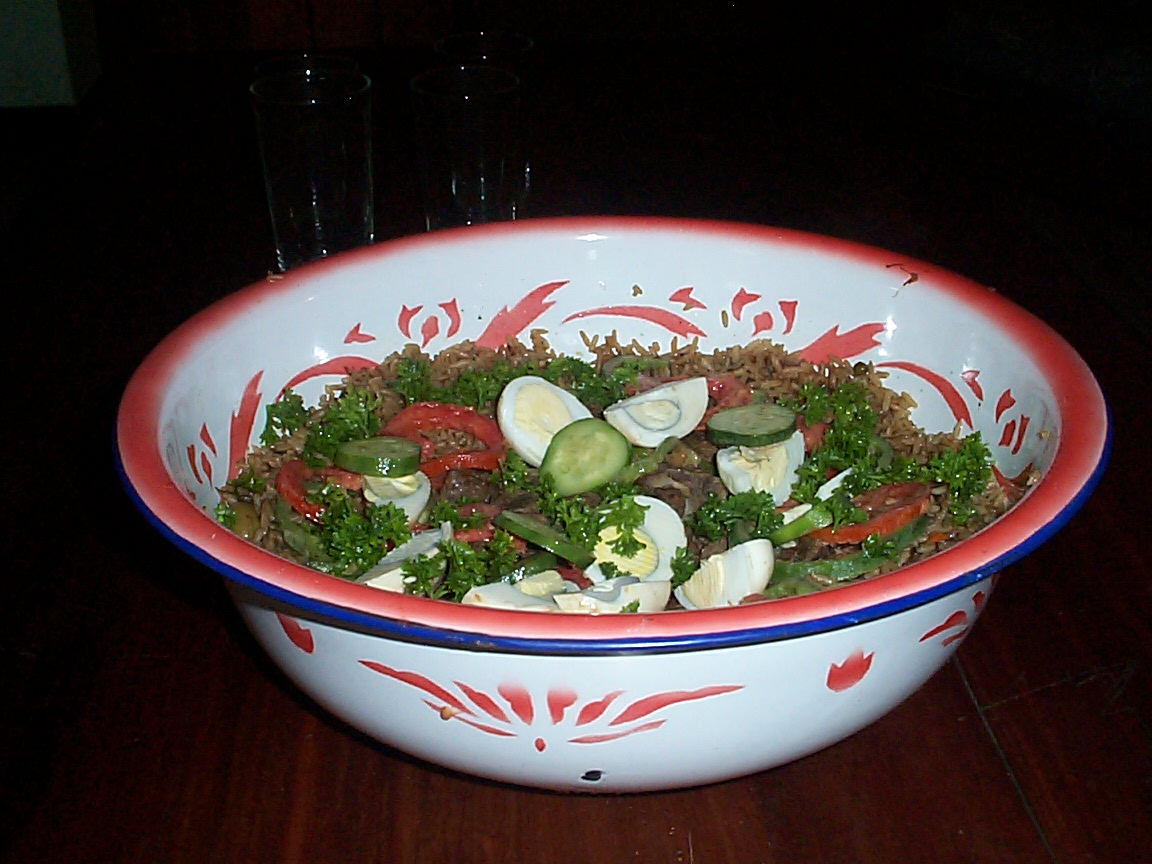
Chebu Yapp, uma versão bovina de thiéboudienne

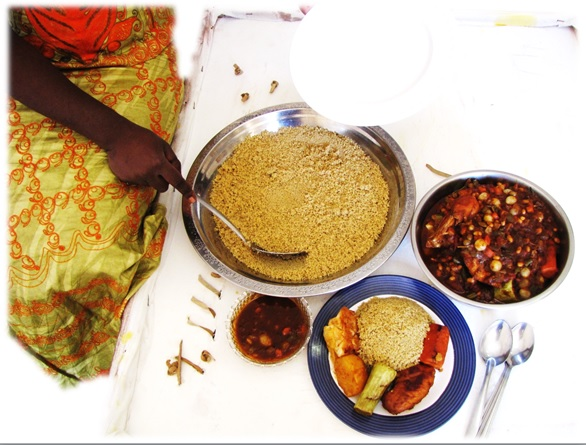
Cuscuz thièré senegalês com frango e molho (thièré / chere - mesma palavra, a grafia varia)

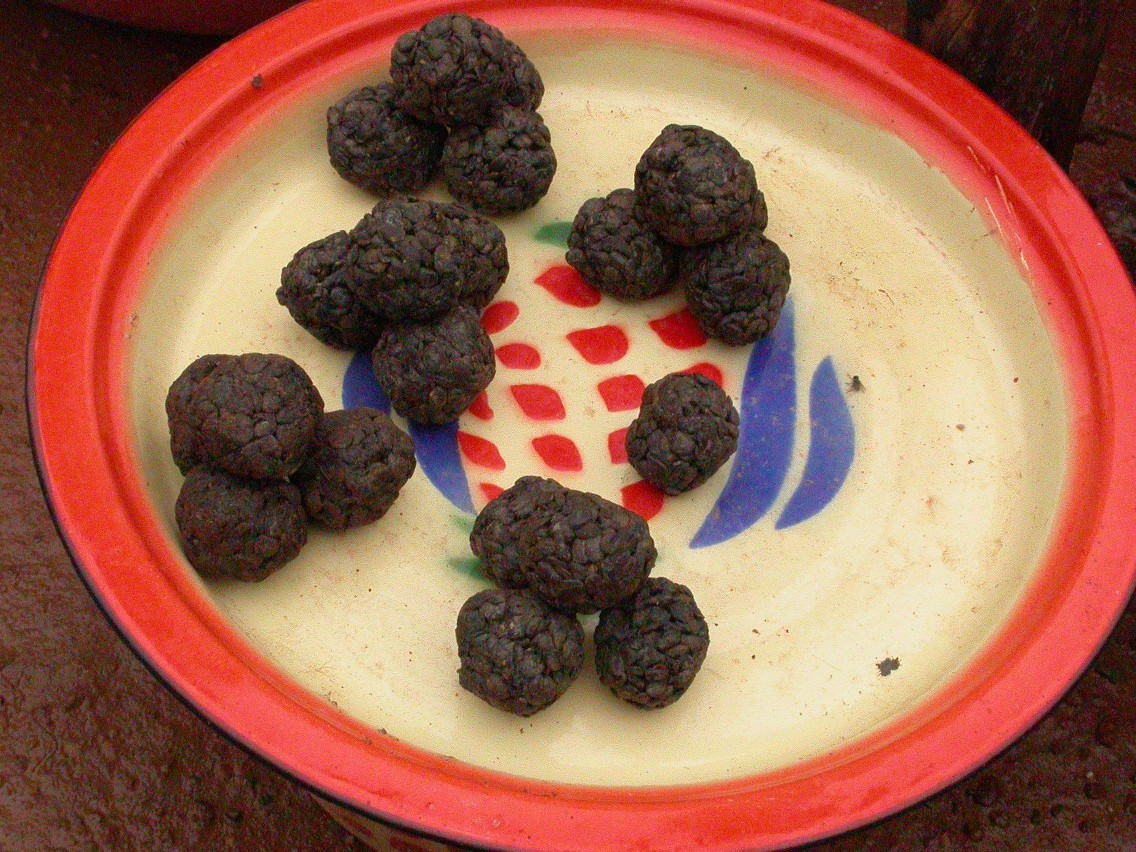
Soumbala ou Dawadawa - um condimento alimentar fermentado de alfarroba africana (Parkia biglobosa). É amplamente utilizado em toda a África Ocidental - assim como o missô no Leste Asiático, é feito a partir da semente fervida, que é fermentada. É vendido em bolinhas e às vezes também em pó

A culinária do Senegal é uma cozinha da África Ocidental influenciada pela culinária norte-africana, francesa e portuguesa e deriva dos diversos grupos étnicos do país, sendo o uolofe maior deles. O Islã, que penetrou pela primeira vez na região no século XI, também desempenha um papel importante na culinária. O Senegal foi uma colônia da França até 1960. Desde a sua colonização, os emigrantes levaram a cozinha senegalesa a muitas outras regiões.
Como o Senegal faz fronteira com o Oceano Atlântico, o peixe é muito importante na culinária senegalesa. Frango, cordeiro, ervilhas, ovos e carne bovina também são usados, mas a carne de porco não é, devido à grande população muçulmana do país. O amendoim, principal safra do Senegal, assim como o cuscuz, o arroz branco, a batata-doce, a lentilha, o feijão-fradinho e vários vegetais também são incorporados em muitas receitas. Carnes e vegetais são geralmente cozidos ou marinados em ervas e especiarias e, em seguida, derramados sobre arroz ou cuscuz, ou ainda comidos com pão.
Os sucos frescos populares são feitos de bissap, gengibre, bouye (pronuncia-se 'bóia', que é a fruta da árvore baobá, também conhecida como "fruta-pão dos macacos"), manga ou outras frutas ou árvores silvestres (principalmente graviola, que é chamado de corossol em francês). As sobremesas são muito ricas e doces, combinando ingredientes nativos com a extravagância e o estilo característicos do impacto francês nos métodos culinários do Senegal. Eles em geral são servidos com frutas frescas e são tradicionalmente seguidos por café ou chá. Este último, conhecido como Attaya, é servido de forma ritualística.

## Refeições
- Thieboudienne ou chebu jën (entre outros nomes): literalmente, "O arroz de peixe". Chamado de prato nacional do Senegal, é composto por peixes saborosos que foram marinados com salsa, limão, alho, cebola (e outras ervas) e, posteriormente, cozidos com pasta de tomate e uma variedade de vegetais como alface, repolho e cenouras. O arroz é posteriormente adicionado à mistura, dando-lhe um aspecto avermelhado.
- Thiébou yapp ou chebu yap: literalmente, "O arroz de carne". É muito popular entre os senegaleses e geralmente é cozido com carne de vaca (ou cordeiro) que é primeiro frita e guarnecida com cebola, alho, pimenta do reino, pimenta vermelha e sal (e outros ingredientes). Mais tarde, mostarda e água são adicionadas à mistura para que a carne amacie e absorva todos os sabores. Como o Chebu Jën, o arroz é adicionado à mistura e tende a ser guarnecido com azeitonas verdes ou feijão fradinho cozido.
- Thiébou guinar ou chebu ginaar: literalmente, “O arroz de frango”. A preparação e os procedimentos são semelhantes aos de Ceebu Yapp; o frango é primeiro frito com ervas e temperos e depois embebido em água e mostarda. Quando o arroz é adicionado, geralmente é guarnecido com cenouras.[1]
- Thiébou guerté ou chebu gerte: literalmente, "O arroz de amendoim". O amendoim é conhecido por ser a safra comercial do Senegal. Também segue os mesmos preparativos e procedimentos do Ceebu Yapp e Ceebu Guinaar, onde a carne é primeiro frita com ervas e temperos. No entanto, adiciona-se manteiga de amendoim ao prato, substituindo a mostarda, que é adicionada à água para permitir que a carne absorva todo o sabor. Criando uma pasta grossa, o arroz é adicionado à mistura. Este prato não é muito conhecido e raramente é feito pelos senegaleses — apenas em ocasiões especiais.
- Yassa: agora popular entre outros países da África Ocidental, Yassa é frango ou peixe que é primeiro marinado com especiarias e depois cozido em uma panela com cebola, alho, mostarda e suco de limão. Isso cria um prato de frango com molho de cebola que é servido com arroz branco puro.
- Chere, um cuscuz de milho encontrado no Senegal, Gâmbia e Mauritânia.
- Maafe, peixe temperado, frango, cordeiro ou carne cozida com vegetais em molho de tomate e manteiga de amendoim.
- Bassi-salté[2], carne temperada cozida com pasta de tomate e vegetais sobre o cuscuz local denominado chere.
- Sombi, sopa doce de arroz com leite.[3]
- Capitaine à la Saint-Louisienne, peixe perca recheado com especiarias.[4]
- Footi, um molho vegetal[5]
- Ndambé[6] ou ndambe, feijão que é cozido em uma pasta de tomate condimentada, normalmente servido com pão como sanduíche de café da manhã.
- Fattaya, na maioria das vezes comida de rua, massa frita recheada com batata frita, molho grosso de cebola yassa, ovo frito, um pouco de ketchup e molho picante.[7]

## Sobremesas
- Thiakry, um pudim de cuscuz.
- Cinq Centimes, o biscoito de cinco centavos, um biscoito de amendoim popular nos mercados.[8]
- Banana Glace, uma sofisticada sobremesa de sopa de banana concentrada por Mamadou, dono do restaurante Les Cannibales Deux, em Dakar.[9]

## Bebidas
- O leite em pó - que é importado - tem preferência sobre os outros leites locais. Apesar disso, o leite coalhado é muito popular.
- O consumo de suco de frutas in natura não é muito comum.
- Bissap é a bebida mais popular. É um suco vermelho arroxeado feito de flores de hibisco, água e açúcar. Folhas de hortelã fresca e flor de laranjeira às vezes são adicionadas.
- Outros sucos também são bebidos: dakhar (suco de tamarindo), gingembre (cerveja de gengibre) ou bouye (bebida feita de fruta baobá, também conhecida como "fruta-pão-de-macaco").
- O chá também é muito popular
- Cervejas locais (Gazelle e Flag) estão disponíveis, porém o consumo de álcool não é muito popular, visto que a maioria da população é muçulmana (95%).